# Sam Thunder
Sam Thunder war eine New-Wave-of-British-Heavy-Metal- und Rock-Band aus Manchester, die 1981 gegründet wurde und sich 1985 auflöste.

## Geschichte
Die Band wurde Anfang 1981 als Quintett gegründet. Bereits kurz darauf wurde in einem lokalen Studio ein erstes Demo aufgenommen, das die drei Lieder Always the Pretty One, Hot Head und Yours for the Taking enthält. Das Demo erschien 1982 und wurde in der Sparte Armed and Ready im Magazin Kerrang aufgeführt. In der folgenden Zeit schlossen sich mehrere Auftritte an, wobei die Band unter anderem zusammen im Marquee Club mit Lee Aaron auftrat. In dieser Nacht wurde die Gruppe zudem zur Backing-Band von Aaron. Nachdem sie einen Plattenvertrag bei Bullet Records unterzeichnet hatte, erschien hierüber 1984 die EP Don't Take Forever, das neben dem Titellied die Songs Piece of the Night und You Set My Heart on Fire enthält. Bis zu diesem Zeitpunkt hatte sich die Besetzung mehrfach geändert: Der Gitarrist Eddie war durch Nick Bennett ersetzt worden, während 1983 Wilson Davies den Sänger Tex Barlow und Andy Chemney den Schlagzeuger Chris Dadson ersetzt hatte. Durch recht gute Verkaufszahlen nahm die Gruppe im Herbst 1984 mit dem Produzenten Lol Cooper das Debütalbum Manoeuvres auf. Die Besetzung war mittlerweile durch den Keyboarder Mike Hepplestone erweitert worden. Das Album erschien noch im selben Jahr. Es wurde kaum beworben, woraufhin es zur Trennung zwischen Sam Thunder und Bullet Records kam. Die Band löste sich daraufhin 1985 auf.

## Stil
Laut Malc Macmillan in The N.W.O.B.H.M. Encyclopedia ist Yours for the Taking vom ersten Demo instrumental und sei stark durch Twin-Gitarren geprägt. Die beiden anderen Songs würden Texte enthalten, seien sehr melodisch und würden etwas an Rox, jedoch stärker an Hellanbach und Forger erinnern. In Armed and Ready im Magazin Kerrang sei die Gruppe in Bezug auf das Demo mit Van Halen verglichen worden. Die EP sei in einem ähnlichen Stil wie das Demo, klinge jedoch etwas kommerzieller, wobei der Gesang etwas an Tygers of Pan Tang zur mittleren Schaffenszeit erinnere. Den Liedern fehle es jedoch etwas an Eingängigkeit. Auf dem Album sei die Band noch kommerzieller geworden, sodass ein Vergleich zu Gruppen wie Grand Prix und Bombay naheliege. Die Lieder würden sich stark ähneln. Otger Jeske schrieb in NWoBHM New Wave of British Heavy Metal The glory Days, dass auf dem Demo eine US-amerikanische Ausrichtung zu hören ist. Die Band übertreibe es jedoch nicht „outfit-mäßig“ wie Rox oder Silverwing. Martin Popoff schrieb in seinem Buch The Collector’s Guide of Heavy Metal Volume 2: The Eighties über Don't Take Forever, dass die Gruppe hierauf wie Def Leppard für Arme klingt. Der Band gelinge es, die Atmosphäre der NWoBHM einzufangen, wobei Gemeinsamkeiten zu Heavy Pettin, Tokyo Blade und Pretty Maids hörbar seien. Die Lieder würden sich sehr ähneln und kommerziell klingen und stark auf den Groove fokussiert sein. Auf dem Album sei die Gruppe komplett in den kommerziellen Melodic Rock und Hard Rock abgedriftet. Die Musik sei geprägt durch schiefen Gesang und Keyboards, die an eine schlechtere Version von Nightwing erinnern würden. Für Hank Sloterkerk vom Metal Hammer hatte Manoeuvres nichts mit Heavy Metal zu tun. Stattdessen sei Adult Orientated Rock im Stil von Foreigner und Saga enthalten.

## Diskografie
- 1982: Demo (Demo, Eigenveröffentlichung)
- 1984: Don't Take Forever (EP, Bullet Records)
- 1984: Manoeuvres (Album, Bullet Records)